# アンダルシア 女神の報復
『アンダルシア 女神の報復』（アンダルシア めがみのほうふく）は、2011年6月25日に公開された日本映画。

## 概要
フジテレビ製作の観光サスペンス映画『アマルフィ 女神の報酬』（2009年）およびその続編である連続ドラマ『外交官 黒田康作』の完結篇である、スペインを舞台とした映画第2作。前作映画同様、観光映画として風光明媚な観光地のほか、フラメンコや闘牛や市場などスペインの観光名物が登場する。『アマルフィ』のキャストが再登場し、ドラマからは鹿賀丈史が引き続いて出演した。バルセロナでの車の衝突シーンでは使用が日曜限定のため、4日間の撮影に1か月以上かかり、交差点を封鎖して撮影が行われた。フジテレビは自社の系列局で6月25日、7月8日に宣伝番組を放送した。キャッチコピーは「守るべきものは、誇りか、愛か」。東宝系列の371スクリーン規模で公開されたが、公開前に視聴率が1桁台に落ち込んだ連続テレビドラマ版同様苦戦を強いられ、最終興行収入は前作の半分の18.8億円に終わった。
『アマルフィ』の劇中で使われた「アンタがいるってことは、派手なことが起こるってことだろ？」という台詞からの流れを汲み、その後を描いたテレビドラマ『外交官 黒田康作』では「お前がいるってことはまた厄介な事件が？」、本作では「アンタが来てるってことは、また面倒くさいことが起きるってことかぁ」という台詞が使われている。

## あらすじ
アンドラ公国で発生した日本人投資家で警視総監の息子・川島の自殺事件。その調査のためアンドラを訪れた黒田は、事件を隠蔽し第一発見者を装っていた銀行員・新藤結花と、インターポール捜査官の神足誠に出会う。神足の反対を押し切り、結花をバルセロナの大使館で保護しようとした黒田だったが、その矢先、突然正体不明の武装グループに襲撃される。
襲撃を国際テロ組織によるものだと怯える結花は、黒田に対し、ビクトル銀行による国際テロ組織への不正融資取引がアンダルシア地方で行われると打ち明ける。黒田はその情報を神足に打ち明け、共に摘発すべきだと主張する。しかし、警察庁と外務省からそれぞれ、神足と黒田に捜査停止命令が下される。守るべきは組織の体裁か、それとも正義か。その葛藤を抱えながらも、取引を阻止するため、3人はアンダルシアへと向かう。

## 主な舞台
- アンドラ公国
- スペイン
  - バルセロナ
  - アンダルシア州
  - ロンダ -アンダルシア州マラガ

## キャスト
- 織田裕二 - 黒田康作（外務省邦人テロ対策室外交官）
- 黒木メイサ - 新藤結花（ビクトル銀行・銀行員）
- 伊藤英明 - 神足誠（警視庁出身のインターポール捜査官）
- 戸田恵梨香 - 安達香苗（在バルセロナ日本国総領事館外交官）
- 福山雅治（特別出演） - 佐伯章悟（フリージャーナリスト、黒田に情報を提供）
- 谷原章介 - 川島直樹（警視総監の息子で投資家。自殺を図る）
- 鹿賀丈史（特別出演） - 安藤庸介（外務省邦人テロ対策室室長）
- 夏八木勲 - 村上清十郎（財務大臣）
- 音尾琢真 - 村上清十郎の補佐
- 品川徹
- 川島鈴遥
- 遠藤璃菜
- 小室優太
- 堤匡孝
- 山口芙未子
- 高木ララ
- 三浦誠己
- 大杉漣

## スタッフ
- 原作 - 真保裕一『アンダルシア』（講談社刊）
- 監督 - 西谷弘
- 脚本 - 池上純哉
- 音楽 - 菅野祐悟
- 製作 - 亀山千広、市川南、寺田篤、水口昌彦、杉田成道、永田芳男
- エグゼクティブプロデューサー - 石原隆
- プロデューサー - 臼井裕詞、和田倉和利
- 協力プロデューサー - 牧野正
- アソシエイトプロデューサー - 小林裕幸
- ラインプロデューサー - 森賢正、鶴賀谷公彦
- 撮影 - 山本英夫
- 照明 - 小野晃
- 美術 - 清水剛
- 録音 - 藤丸和徳
- 装飾 - 田口貴久
- 編集 - 山本正明
- スクリプター - 藤島理恵
- 主題歌 - IL DIVO「TIME TO SAY GOODBYE」（ソニー・ミュージックジャパンインターナショナル）
- 選曲 - 藤村義孝
- 整音 - 瀬川徹夫
- 音響効果 - 大河原将
- VFXプロデューサー - 大屋哲男
- 脚本協力 - 酒井雅秋
- アシスタントプロデューサー - 榊原妙子
- 助監督 - 片島章三
- 製作担当 - 千綿英久
- 製作 - (フジテレビジョン、東宝、電通、ポニーキャニオン、日本映画衛星放送、アイ・エヌ・ピー、FNS27社)
- 制作プロダクション - シネバザール
- スペインロケーション制作協力 - Vivi Film
- 協力 - Alitalia
- 配給 - 東宝

## ソフト化
2011年12月21日発売。
- スタンダード・エディション（1枚組、ブルーレイ・DVD）、映像特典：特報・劇場予告編・TVスポット集
- プレミアム・エディション（3枚組、ブルーレイ・DVD）、ディスク1：本編（スタンダード・エディションと同様）、ディスク2・特典DVD1：黒田と共に駆け抜けた情熱の国スペイン 完全版、キャスト・スタッフインタビュー、ディスク3・特典DVD2：イベント映像集（完成披露舞台挨拶、初日舞台挨拶、大ヒット舞台挨拶）、アンダルシア ミュージック・クリップ、封入特典：ポストカードブック（15枚セット）、特製アウターケース付きデジパック仕様